# Артнер, Петер
Петер Артнер (нем. Peter Artner; род. 20 мая 1966, Вена, Австрия) — австрийский футболист. В составе сборной Австрии участник чемпионата мира 1990 года.

## Карьера

### Клубная карьера
Свою профессиональную карьеру Артнер начал в венской «Аустрии» и рассматривался, как возможный преемник клубной легенды — Роберта Зары. После сезона, проведённого в аренде в «Фёрсте», игрок перестал проходить в состав «Аустрии» и перешёл в «Адмиру Ваккер», цвета которой защищал в течение шести лет. В 1993 году Артнер перешёл в «Аустрию» из Зальцбурга, с которой связано большинство его достижений: он стал двукратным чемпионом Австрии, а также участвовал в обеих финальных встречах Кубка УЕФА 1993/1994 против миланского «Интера».

### Карьера в сборной
Дебют Артнера за сборную Австрии состоялся 18 ноября 1987 года в отборочном матче к чемпионату Европы против Румынии.
В 1990 году принял участие в двух матчах чемпионата мира в Италии. На 33 минуте в победной для австрийцев на мундиале игре против сборной США Артнер получил красную карточку и был удалён с поля.
Последним матчем Артнера в майке национальной сборной стала товарищеская встреча с Чехией в мае 1996 года.
Голы за сборную
| № | Дата           | Соперник | Счёт | Голы Артнера | Турнир            |
| 1 | 11 апреля 1990 | Венгрия  | 3:0  | 1            | Товарищеский матч |

## Достижения
«Аустрия» (Зальцбург)
- Чемпион Австрии: (2) 1993/94, 1994/95

 «Аустрия» (Вена)
- Обладатель Кубка Австрии: (1) 1985/86